# Chorizanthe dasyantha
Chorizanthe dasyantha är en slideväxtart som beskrevs av Rodolfo Amando Philippi. Chorizanthe dasyantha ingår i släktet Chorizanthe och familjen slideväxter. Inga underarter finns listade i Catalogue of Life.